# Кубок Беларуси по футболу среди женщин
Кубок Белоруссии среди женских команд — ежегодное женское футбольное соревнование. Впервые проведено в 1992 году. Разыгрывать его девушки начинают ранней весной с 1/8 финала и в середине лета в финале определяют победителя. 2015, 2017—2019 — с 1/4 финала. Больше всего титулов у футбольного клуба «Бобруйчанка». С 2010 года перед началом футбольного сезона в Беларуси по футболу среди женских команд, состоящий из одного матча между победителем чемпионата и обладателем (финалистом) Кубка Беларуси в предшествующем сезоне проводится Суперкубок.

## Финалы
| Год  | Победитель                       | Счёт                     | Финалист                         |
| ---- | -------------------------------- | ------------------------ | -------------------------------- |
| 1992 | «Надежда» (Могилёв)              | 5:0                      | «Электроника» (Минск)            |
| 1993 | «Надежда» (Могилёв)              | 1:0                      | «Трикотажница-Орнина» (Бобруйск) |
| 1994 | «Надежда» (Могилёв)              | 2:0                      | «Трикотажница» (Бобруйск)        |
| 1995 | «Трикотажница-Орнина» (Бобруйск) | 2:1                      | «Надежда Могилёв»                |
| 1996 | «Белкар» (Бобруйск)              |                          | «Виктория-86» (Брест)            |
| 1997 | «Бобруйчанка» (Бобруйск)         | «Бобруйчанка» (Бобруйск) | «Бобруйчанка» (Бобруйск)         |
| 1998 | «Бобруйчанка» (Бобруйск)         |                          |                                  |
| 1999 | «Бобруйчанка» (Бобруйск)         | 1:0                      | «Жемчужина Брест»                |
| 2000 | «Бобруйчанка» (Бобруйск)         |                          |                                  |
| 2001 | «Бобруйчанка» (Бобруйск)         |                          |                                  |
| 2002 | «Бобруйчанка» (Бобруйск)         |                          |                                  |
| 2003 | «Бобруйчанка» (Бобруйск)         |                          | «Надежда-Лифтмаш» (Могилёв)      |
| 2004 | «Надежда-Лифтмаш» (Могилёв)      |                          |                                  |
| 2005 | «Университет-Двина»              | 6:0                      | «Жемчужина» (Брест)              |
| 2006 | «Университет» (Витебск)          |                          | «Зорка-БДУ»                      |
| 2007 | «Университет» (Витебск)          |                          | «Жемчужина» (Брест)              |
| 2008 | «Бобруйчанка» (Бобруйск)         | 1:0                      | «Университет» (Витебск)          |
| 2009 | «Зорка-БДУ»                      | 2:0                      | «Бобруйчанка» (Бобруйск)         |
| 2010 | «Зорка-БДУ»                      | 0:0 (4:2 п.п.)           | «Бобруйчанка» (Бобруйск)         |
| 2011 | «Минск»                          | 1:0                      | «Зорка-БДУ»                      |
| 2012 | «Зорка-БДУ»                      | 2:1 (д.в.)               | «Минск»                          |
| 2013 | «Минск»                          | 3:0                      | «Бобруйчанка» (Бобруйск)         |
| 2014 | «Минск»                          | 2:1                      | «Зорка-БДУ»                      |
| 2015 | «Минск»                          | 2:1                      | «Зорка-БДУ»                      |
| 2016 | «Минск»                          | 3:0 (д.в.)               | «Зорка-БДУ»                      |
| 2017 | «Минск»                          | 1:0                      | «Зорка-БДУ»                      |
| 2018 | «Минск»                          | 6:1                      | «РГУОР»                          |
| 2019 | «Минск»                          | 4:0                      | «Ислочь-РГУОР»                   |
| 2020 | «Динамо-БГУФК»                   | 0:0 (5:4 п.п.)           | «Минск»                          |
| 2021 | «Динамо-БГУФК»                   | 5:0                      | «Минск»                          |
| 2022 | «Динамо-БГУФК»                   | 0:0 (5:4 п.п.)           | «Минск»                          |
| 2023 | «Динамо-БГУФК»                   | 3:2 (д.в.)               | «Минск»                          |

## 1997
В 1997 году Кубок Белоруссии-97 среди женских команд проводился по круговой системе.
| М | Команда     | И | В | Н | П | Мячи   | ±   | О |
| - | ----------- | - | - | - | - | ------ | --- | - |
| 1 | Бобруйчанка | 3 | 2 | 1 | 0 | 12 − 1 | +11 | 7 |
| 2 | Белкард     | 3 | 1 | 1 | 1 | 3 − 6  | −3  | 4 |
| 3 | Жемчужина   | 3 | 1 | 1 | 1 | 3 − 3  | 0   | 4 |
| 4 | Университет | 3 | 0 | 1 | 2 | 1 − 9  | −8  | 1 |

И — игры, В — выигрыши, Н — ничьи, П — проигрыши, Мячи — забитые и пропущенные голы, ± — разница голов, О — очки

Отчеты о матчах:
| 16 октября 1997 | Бобруйчанка                                                             | 7:0 | Университет |  |
|                 | - Лученок (, ) - Сысоева - Елена Адамчук - Козлова - Станкевич ( (авт.) |     |             |  |

| 16 октября 1997 | Белкард               | 2:1 | Жемчужина |  |
|                 | - Михайлова - Ващейко |     | Бармута   |  |

| 17 октября 1997 | Университет | 0:1 | Жемчужина |  |
|                 |             |     | Нерс      |  |

| 17 октября 1997 | Бобруйчанка                         | 4:0 | Белкард |  |
|                 | - Елена Адамчук (, ) - Е. Кузнецова |     |         |  |

| 18 октября 1997 | Белкард   | 1:1 | Университет  |  |
|                 | Михайлова |     | М. Кузнецова |  |

| 18 октября 1997 | Бобруйчанка | 1:1 | Жемчужина |  |
|                 | Козлова     |     | Соболева  |  |

По результатам розыгрыша Белкард получил право выступать в Кубке обладателей кубков.

## 2003
1/4 финала
Финал

## 2005
|  | Четвертьфиналы      | Четвертьфиналы      | Четвертьфиналы      | Четвертьфиналы      | Четвертьфиналы      | Четвертьфиналы      | Четвертьфиналы      | Четвертьфиналы      | Четвертьфиналы      | Четвертьфиналы      |                     |               | Полуфиналы    | Полуфиналы    | Полуфиналы    | Полуфиналы    | Полуфиналы    | Полуфиналы    | Полуфиналы    | Полуфиналы | Полуфиналы | Полуфиналы |                     |                     | Финал               | Финал               | Финал               | Финал               | Финал               | Финал               | Финал               | Финал | Финал | Финал |
|  |                     |                     |                     |                     |                     |                     |                     |                     |                     |                     |                     |               |               |               |               |               |               |               |               |            |            |            |                     |                     |                     |                     |                     |                     |                     |                     |                     |       |       |       |
|  | «Надежда»           | «Надежда»           | «Надежда»           | «Надежда»           | «Надежда»           | «Надежда»           | «Надежда»           | 4                   | 1                   | 5                   |                     |               |               |               |               |               |               |               |               |            |            |            |                     |                     |                     |                     |                     |                     |                     |                     |                     |       |       |       |
|  | «Надежда»           | «Надежда»           | «Надежда»           | «Надежда»           | «Надежда»           | «Надежда»           | «Надежда»           | 4                   | 1                   | 5                   |                     |               |               |               |               |               |               |               |               |            |            |            |                     |                     |                     |                     |                     |                     |                     |                     |                     |       |       |       |
|  | «Молодечно»         | «Молодечно»         | «Молодечно»         | «Молодечно»         | «Молодечно»         | «Молодечно»         | «Молодечно»         | 0                   | 1                   | 1                   |                     |               |               |               |               |               |               |               |               |            |            |            |                     |                     |                     |                     |                     |                     |                     |                     |                     |       |       |       |
|  | «Молодечно»         | «Молодечно»         | «Молодечно»         | «Молодечно»         | «Молодечно»         | «Молодечно»         | «Молодечно»         | 0                   | 1                   | 1                   | «Надежда»           | «Надежда»     | «Надежда»     | «Надежда»     | «Надежда»     | «Надежда»     | «Надежда»     | «Надежда»     | «Надежда»     | 1          |            |            |                     |                     |                     |                     |                     |                     |                     |                     |                     |       |       |       |
|  |                     |                     |                     |                     |                     |                     |                     |                     |                     |                     | «Надежда»           | «Надежда»     | «Надежда»     | «Надежда»     | «Надежда»     | «Надежда»     | «Надежда»     | «Надежда»     | «Надежда»     | 1          |            |            |                     |                     |                     |                     |                     |                     |                     |                     |                     |       |       |       |
|  |                     |                     | «Университет-Двина» | «Университет-Двина» | «Университет-Двина» | «Университет-Двина» | «Университет-Двина» | «Университет-Двина» | «Университет-Двина» | «Университет-Двина» | «Университет-Двина» | 2             |               |               |               |               |               |               |               |            |            |            |                     |                     |                     |                     |                     |                     |                     |                     |                     |       |       |       |
|  | «Зорка-БДУ»         | «Зорка-БДУ»         | «Зорка-БДУ»         | «Зорка-БДУ»         | «Зорка-БДУ»         | «Зорка-БДУ»         | «Зорка-БДУ»         | «Университет-Двина» | «Университет-Двина» | «Университет-Двина» | «Университет-Двина» | 2             | 1             | 0             | 1             |               |               |               |               |            |            |            |                     |                     |                     |                     |                     |                     |                     |                     |                     |       |       |       |
|  | «Зорка-БДУ»         | «Зорка-БДУ»         | «Зорка-БДУ»         | «Зорка-БДУ»         | «Зорка-БДУ»         | «Зорка-БДУ»         | «Зорка-БДУ»         |                     |                     |                     |                     |               | 1             | 0             | 1             |               |               |               |               |            |            |            |                     |                     |                     |                     |                     |                     |                     |                     |                     |       |       |       |
|  | «Университет-Двина» | «Университет-Двина» | «Университет-Двина» | «Университет-Двина» | «Университет-Двина» | «Университет-Двина» | «Университет-Двина» | 0                   | 4                   | 4                   |                     |               |               |               |               |               |               |               |               |            |            |            |                     |                     |                     |                     |                     |                     |                     |                     |                     |       |       |       |
|  | «Университет-Двина» | «Университет-Двина» | «Университет-Двина» | «Университет-Двина» | «Университет-Двина» | «Университет-Двина» | «Университет-Двина» | 0                   | 4                   | 4                   |                     |               |               |               |               |               |               |               |               |            |            |            | «Университет-Двина» | «Университет-Двина» | «Университет-Двина» | «Университет-Двина» | «Университет-Двина» | «Университет-Двина» | «Университет-Двина» | «Университет-Двина» | «Университет-Двина» | 6     |       |       |
|  |                     |                     |                     |                     |                     |                     |                     |                     |                     |                     |                     |               |               |               |               |               |               |               |               |            |            |            | «Университет-Двина» | «Университет-Двина» | «Университет-Двина» | «Университет-Двина» | «Университет-Двина» | «Университет-Двина» | «Университет-Двина» | «Университет-Двина» | «Университет-Двина» | 6     |       |       |
|  |                     |                     | «Жемчужина»         | «Жемчужина»         | «Жемчужина»         | «Жемчужина»         | «Жемчужина»         | «Жемчужина»         | «Жемчужина»         | «Жемчужина»         | «Жемчужина»         | 0             |               |               |               |               |               |               |               |            |            |            |                     |                     |                     |                     |                     |                     |                     |                     |                     |       |       |       |
|  | «Бобруйчанка»       | «Бобруйчанка»       | «Бобруйчанка»       | «Бобруйчанка»       | «Бобруйчанка»       | «Бобруйчанка»       | «Бобруйчанка»       | «Жемчужина»         | «Жемчужина»         | «Жемчужина»         | «Жемчужина»         | 0             | 1             | 0             | 1             |               |               |               |               |            |            |            |                     |                     |                     |                     |                     |                     |                     |                     |                     |       |       |       |
|  | «Бобруйчанка»       | «Бобруйчанка»       | «Бобруйчанка»       | «Бобруйчанка»       | «Бобруйчанка»       | «Бобруйчанка»       | «Бобруйчанка»       |                     |                     |                     |                     |               | 1             | 0             | 1             |               |               |               |               |            |            |            |                     |                     |                     |                     |                     |                     |                     |                     |                     |       |       |       |
|  | «Текстильщик»       | «Текстильщик»       | «Текстильщик»       | «Текстильщик»       | «Текстильщик»       | «Текстильщик»       | «Текстильщик»       | 1                   | 2                   | 3                   |                     |               |               |               |               |               |               |               |               |            |            |            |                     |                     |                     |                     |                     |                     |                     |                     |                     |       |       |       |
|  | «Текстильщик»       | «Текстильщик»       | «Текстильщик»       | «Текстильщик»       | «Текстильщик»       | «Текстильщик»       | «Текстильщик»       | 1                   | 2                   | 3                   | «Текстильщик»       | «Текстильщик» | «Текстильщик» | «Текстильщик» | «Текстильщик» | «Текстильщик» | «Текстильщик» | «Текстильщик» | «Текстильщик» | 1          |            |            |                     |                     |                     |                     |                     |                     |                     |                     |                     |       |       |       |
|  |                     |                     |                     |                     |                     |                     |                     |                     |                     |                     | «Текстильщик»       | «Текстильщик» | «Текстильщик» | «Текстильщик» | «Текстильщик» | «Текстильщик» | «Текстильщик» | «Текстильщик» | «Текстильщик» | 1          |            |            |                     |                     |                     |                     |                     |                     |                     |                     |                     |       |       |       |
|  |                     |                     | «Жемчужина»         | «Жемчужина»         | «Жемчужина»         | «Жемчужина»         | «Жемчужина»         | «Жемчужина»         | «Жемчужина»         | «Жемчужина»         | «Жемчужина»         | 2             |               |               |               |               |               |               |               |            |            |            |                     |                     |                     |                     |                     |                     |                     |                     |                     |       |       |       |
|  |                     |                     |                     |                     |                     |                     |                     |                     |                     |                     | «Жемчужина»         | 2             |               |               |               |               |               |               |               |            |            |            |                     |                     |                     |                     |                     |                     |                     |                     |                     |       |       |       |
|  |                     |                     |                     |                     |                     |                     |                     |                     |                     |                     |                     |               |               |               |               |               |               |               |               |            |            |            |                     |                     |                     |                     |                     |                     |                     |                     |                     |       |       |       |
|  |                     |                     |                     |                     |                     |                     |                     |                     |                     |                     |                     |               |               |               |               |               |               |               |               |            |            |            |                     |                     |                     |                     |                     |                     |                     |                     |                     |       |       |       |
|  |                     |                     |                     |                     |                     |                     |                     |                     |                     |                     |                     |               |               |               |               |               |               |               |               |            |            |            |                     |                     |                     |                     |                     |                     |                     |                     |                     |       |       |       |
|  |                     |                     |                     |                     |                     |                     |                     |                     |                     |                     |                     |               |               |               |               |               |               |               |               |            |            |            |                     |                     |                     |                     |                     |                     |                     |                     |                     |       |       |       |

| 3 июня 2005 года 1/4 финала | «Бобруйчанка»  | 1:1           | «Текстильщик»   | Бобруйск |
| | - Куницкая 87′ | [ 14 ] [ 15 ] | - Лущинская 28′ | Стадион: Стадион воинской части Зрителей: 20 Судья: Зубковский (Минск) Помощники судьи: Никита Пыреев (Минск), Горькая (Могилёв) |
| «Бобруйчанка»: Дашковская (Елизавета Степанова, 75'), Белявская, Екатерина Рафалёнок, Анастасия Куницкая, Барило, Светлана Мирная (Анна Терехова, 76'), Давыдович (к), Инга Рейдольф, Мария Захарова (Бундюкова, 60'), Ещик, Диана Комар «Текстильщик»: Юлия Синиченко (Татьяна Сторожева, 46'), Татьяна Новикова, Тамара Драгилева, Анна Шаклеина, Ольга Волкова, Людмила Буцневич (Зюськова, 86'), Лущинская, Оксана Урезалова, Ирина Казимирская (Наталья Юрьева, 46'), Оксана Клыковская, Алеся Горень |                |               |                 | |

| 8 июня 2005 года 1/4 финала | «Зорка-БДУ»    | 1:0    | «Университет-Двина» | Минск |
| | - Рыжова 45+1′ | [ 15 ] |                     | Стадион: «Домостроитель» Зрителей: 50 Судья: Майоров (Минск) Помощники судьи: И. Сафарьян (Минск), Горькая (Могилёв) |
| «Зорка-БДУ»: Хомякова, Лученок, Рыжова, Бондаренко (к), Хадорович, Симонова, Суша, Кенда (Александра Зуева, 58'), Бакунович, Диана Тропникова, Мурашко (Слышкина, 88') «Университет-Двина»: С. Новикова, Коношонок, Васильева, Николаева, Малиновская, Кучинская, Луцкевич, Ольга Новикова, Жукова, Чукисова, Бузинова (Хаванская, 42') |                |        |                     | |

| 8 июня 2005 года 1/4 финала | «Надежда»                                                                  | 4:0    | «Молодечно» | Могилёв |
| | - Ольга Пекарская 2′, 53′ - Галина Станкевич 27′ - Светлана Знайдёнова 73′ | [ 15 ] |             | Стадион: Торпедо Зрителей: 50 Судья: Никита Пыреев (Минск) Помощники судьи: Чижик (Минск), С. Жук (Столбцы) |
| «Надежда»: Татьяна Маховская (Екатерина Щетько, 74'), Светлана Знайдёнова (Ольга Малахова, 81'), Ирина Болматова, Станкевич, Наталья Ласточкина (к), Алеся Зятева (Клавдия Софьина, 87'), Александра Рудницкая (Анна Ильенкова, 46'), Оксана Знайдёнова, Антонина Балабайкина, Виктория Любенкова, Ольга Пекарская (Ольга Москалёва, 81') «Молодечно»: Дубатовко, Милошевская (Козловская, 60'), Екатерина Авхимович (Елена Тропникова, 87'), Сытько, Радько (Ерошова, 46'), Альховик, Рейт, Якель, Жулева (Казубовская, 64'), Т. Новикова (к), Курдун (Радченко, 46') |                                                                            |        |             | |

| 11 июня 2005 года 1/4 финала | Текстильщик                     | 2:0    | Бобруйчанка | Орша |
| | - Сторожева 48′ - Лущинская 63′ | [ 15 ] |             | Стадион: Текстильщик Зрителей: 50 Судья: Зубковский (Минск) Помощники судьи: Банковский, Горькая (оба — Могилёв) |
| Текстильщик: Марина Исакович, Анна Яблокова, Людмила Петрачкова, Т. Новикова, Сторожева, Горень (Клыковская, 46'), Драгилева (Алла Дубина, 75'), Урезалова (Елена Зюзькова, 83'), Шаклеина (О. Волкова, 46'), Буцневич (к), Лущинская Бобруйчанка: Дашковская, Белявская (к), Рафаленок, Барило, Куницкая, Мирная, Комар, Рейдольф, Бундюкова, Ещик, Давыдович |                                 |        |             | |

| 11 июня 2005 года 1/4 финала | «Университет-Двина»                                      | 4:0    | «Зорка-БДУ» | Витебск                                                                                                 |
| | - Жукова 3′ - Николаева 8′ - Киселёва 33′ - Бузинова 61′ | [ 15 ] |             | Стадион: ЦСК Зрителей: 50 Судья: Чикун (Столбцы) Помощники судьи: С. Жук (Столбцы), Калиновский (Минск) |
| «Университет-Двина»: С. Новикова, Коношонок (Земерова, 65'), Васильева, Николаева (Хаванская, 68'), Малиновская (Третьякова, 65'), Кучинская, Луцкевич, Ольга Новикова (к), Жукова, Чукисова (Борисенко, 66'), Киселёва (Бузинова, 54') «Зорка-БДУ»: Хомякова (в), Слышкина, Ходорович, Рыжова, Симонова, Суша, Кенда (Зуева, 19'), Бакунович, Диана Тропникова, Мурашко, Бондаренко (к) |                                                          |        |             | |

| 11 июня 2005 года 1/4 финала | «Молодечно»             | 1:1    | «Надежда»          | Молодечно |
| | - Ласточкина 71′ (авт.) | [ 15 ] | - Ласточкина 90+2′ | Стадион: Стадион ДЮСШ-2 Зрителей: 50 Судья: Никита Пыреев (Минск) Помощники судьи: Цветков, Чижик (оба — Минск) |
| «Молодечно»: К. Волкова (Дубатовко, 64'), Т. Новикова (к), Сытько (Курдун, 46'), Радько (Ерошова, 46'), Радченко, Жулева (Казубовская, 80'), Адамчук, Милошевская, Екатерина Авхимович, Терешко, Якель «Надежда»: Маховская (Щетько, 53'), Надежда Туркова, С. Знайдёнова, Болматова, Станкевич, Ласточкина (к), Алеся Зятева, Оксана Знайдёнова, Пекарская, Балабайкина (Любенкова, 53'; Мария Крушкина, 78'), Ильянкова (Москалёва, 34') |                         |        |                    | |

| 2 августа 2005 1/2 финала | «Надежда»           | 1:2    | «Университет-Двина»           | Могилёв |
| | - О. Знайденова 39′ | [ 16 ] | - Жукова 32′ - Третьякова 46′ | Стадион: «Спартак» Зрителей: 100 Судья: Изотов (Минск) Помощники судьи: Никита Пыреев и Грузд (оба — Минск) |
| «Надежда»: Маховская, Туркова, Пекарская, Ольга Манжук, Светлана Знайдёнова, Болматова, Станкевич, Ласточкина (к), Зятева (Любенкова, 64'; Крушкина, 82'), Оксана Знайдёнова, Балабайкина (Москалёва, 76') «Университет-Двина»: С. Новикова, Коношонок, Васильева, Николаева, Малиновская, Жукова (Киселёва, 40'; Бузинова, 71'), Луцкевич, Ольга Новикова (к), Третьякова (Земерова, 88'), Чукисова, Кучинская (Хаванская, 72') |                     |        |                               | |

| 3 августа 2005 1/2 финала | «Текстильщик»       | 1:2    | «Жемчужина»                                | Орша |
| | - Ольга Волкова 28′ | [ 16 ] | - Наталья Савчук 26′ - Лилия Киселевич 32′ | Стадион: «Льнокомбинат» Зрителей: 100 Судья: Майоров (Минск) Помощники судьи: Храповицкая и Пашкевич (оба — Минск) |
| «Текстильщик»: Исакович, Горень, Петрачкова, Шаклеина, Лущинская (Буцневич, 42'), Ольга Волкова, Т. Новикова (Казимирская, 75'), Урезалова (Клыковская, 31'), Яблокова, Зюзькова, Драгилева «Жемчужина»: Ракитянская, Елена Ничипорук, Людмила Григович, Татьяна Андреева, Нина Охримук (Татьяна Островец, 60'), Наталья Савчук, Наталья Глядко, Ольга Слыш, Лиана Мирошниченко (Алла Мартынюк, 28'; Надежда Каменец, 78'), Анна Пилипенко, Лилия Киселевич |                     |        |                                            | |

| 30 сентября 2005 финал | «Университет-Двина»                                               | 6:0    | «Жемчужина» | Сморгонь |
| | - Лис 4′, 27′ - Чукисова 20′ - Коношонок 64′, 84′ - Хаванская 78′ | [ 17 ] |             | Стадион: «Юность» Зрителей: 2000 Судья: Майоров (Минск) Помощники судьи: Шептунов и Никита Пыреев (оба — Минск) |
| «Университет-Двина»: С. Новикова, Коношонок, Васильева, Кучинская, Громолюк, Малиновская (Бузинова, 83'), Николаева (Земерова, 66'), Ольга Новикова (к), Марина Лис, Луцкевич (Хаванская, 68'), Чукисова (Ботяновская, 78') «Жемчужина»: Татьяна Сенюта, Ничипорук, Григович, Охремук, Слыш, Савчук (Любовь Гудченко, 60'), Мартынюк (Андреева, 83'), Глядко (к) (Островец, 73'), Мирошниченко, Пилипенко, Киселевич |                                                                   |        |             | |

## 2009
Розыгрыш Кубка Белоруссии по футболу 2009 проходил по кубковой системе на выбывание с участием девяти команд.

## 2011

### 1/8 финала
| 23 марта 2011 | «Виктория»                  | 2:0    | Нива-Белкард | Лида |
| | Сысоева 32′ · Рыженкова 86′ | [ 19 ] |              | Стадион: Виктория Зрителей: 50 Судья: Д. Гомелько (Жодино) Помощники судьи: А. Шлома (Жодино), Е. Карась (Смолевичи) |
| «Виктория»: Волкова, Полунина, Сысоева, Макаренко, Балабайкина, Козеева, Емельянчик, Рыженкова, Винокурова (Ильиных, 81'), Демитрова (Станкевич, 19'), Муравейникова Нива-Белкард: Савостьян, Белеста, Синяк, Кандаракова, Бурблис, Пучок, Ленец, Косозубова, Тарасевич, Науменко (Павлють, 66'), Дудко |                             |        |              | |

| 23 марта 2011 | «Молдечно» | 0:0    | Гомель-СДЮШОР-8 | Гомель |
| |            | [ 19 ] |                 | Стадион: СДЮШОР-8 Зрителей: 70 Судья: И. Туровская (Бобруйск) Помощники судьи: А. Зятева (Могилёв), А. Войтешонок (Осиповичи) |
| «Молдечно»: Бакунович, Панарад, Козубовская, Юмашкевич (Кот, 70'), Монид, Альховик, Абрамович (Гурко, 63'), Ивашенко, Ю. Лис, Борисевич (Скуратович, 89'), Мучинская Гомель-СДЮШОР-8: Мызенкова, Скороход, Хоронеко (Краснова, 46'), Шолохова, Кушнерова, В. Дергелева (Юницкая, 77'), Харланова, Легченкова, Хабихужина (Петроченко, 65'), Дрозд (Ларчик, 80'), Чубковец |            |        |                 | |

| 26 марта 2011 | Нива-Белкард   | 1:1    | Виктория      | Гродно |
| | Косозубова 85′ | [ 20 ] | Рыженкова 68′ | Стадион: ЦСК «Неман» Зрителей: 100 Судья: В. Вербицкий (Кобрин) Помощники судьи: А. Кунай, О. Маслянко (оба — Брест) |
| Нива-Белкард: Савостьян (к), Белеста, Бурблис, Науменко, Павлють, Кандаракова (Дудко, 46'; Наливайко, 84'), Пучок, Косозубова, Тарасевич, Софьина, Ленец Виктория: Волкова, Полунина, Макаренко (к), Сысоева, Балабайкина, Козеева, Емельянчик, Муравейникова, Рыженкова, Ильиных, Станкевич |                |        |               | |

| 26 марта 2011 | Гомель-СДЮШОР-8 | 5:1    | Молодечно | Гомель                                                                                           |
| |                 | [ 20 ] |           | Зрителей: 50 Судья: О. Терешко (Витебск) Помощники судьи: Е. Пашкевич, Е. Жукова (оба — Витебск) |
| Гомель-СДЮШОР-8: Скороход, Краснова (Ларчик, 85'), Мызенкова, Шолохова (к), Петроченко (Хабихужина, 86'), Кушнерова (Даниленко, 90'), В. Дергелёва, Харланова, Легченкова, Дрозд (Хоронеко, 57'), Чубковец (Юницкая, 34') Молодечно: Бакунович, Панарад, Козубовская (Ершова, 61'), Козловская (Томашевич, 90+1'), Альховик, Ивашенко, Гурко (Максимчик, 46'), Ю. Лис (к), Радченко (Мороз, 87'), Скуратович (Кот, 46'), Мучинская |                 |        |           |                                                                                                  |

## 2015

### 1/2 финала
| Хозяева   | Счёт | Гости         | Первый матч | Ответный матч |
| --------- | ---- | ------------- | ----------- | ------------- |
| Минск     | 7:0  | Бобруйчанка   | 5:0         | 2:0           |
| Зорка-БДУ | 6:2  | Надежда-Днепр | 3:1         | 3:1           |